# Paquetá
Paquetá é um município do estado do Piauí, no Brasil. Localiza-se a uma latitude 07º06'16" sul e a uma longitude 41º42'14" oeste, estando a uma altitude de 324 metros. Sua população estimada em 2004 era de 4 417 habitantes. Possui uma área de 492,45 km².

## Etimologia
"Paquetá" é uma palavra com origem na língua tupi. Significa "muitas pacas", pela junção de paka (paca) e etá (muitos).